# Milan Arsenijević
Milan Arsenijević (srbsko Милан Арсенијевић), srbski general in zdravnik, * 24. marec 1901, † 10. november 1981.

## Življenjepis
Pred drugo svetovno vojno je bil asistent na Interni kliniki beograjske Univerze. Oktobra 1944 je vstopil v NOVJ; sprva je bil lekarnar v bolnici 1. korpusa in v Glavni vojni bolnici. 
Po koncu vojne je postal vodja Internega oddelka in glavni internist Glavne vojne bolnice, nato pa načelnik Klinike za notranje bolezni Vojaškomedicinske fakultete ter glavni terapevt JLA. Na Vojnomedicinski akademiji je leta 1950 postal izredni profesor, leta 1956 pa redni profesor.

## Odlikovanja
- red za vojaške zasluge z veliko zvezdo
- red dela z zlatim vencem